# Maurice Wilhelm
Maurice Jose Wilhelm (* 6. Oktober 1987 in Berlin) ist ein ehemaliger deutscher Baseballspieler. Er spielte von 2012 bis 2022 in der Baseball-Bundesliga, fast ausschließlich (nur 2012 für die Cologne Cardinals) für die Bonn Capitals als Pitcher und (als Feldspieler hauptsächlich) als First Baseman. 2016 bis 2018 wurde er dreimal in Folge zum Most Valuable Player (MVP) der Nordstaffel der Bundesliga gewählt, sowie 2018 zum MVP des Finales der deutschen Meisterschaft, die er 2018 und 2022 mit den Capitals gewinnen konnte.
Von der Baseball-Europameisterschaft 2014 bis zum Qualifikationsturnier zum World Baseball Classic 2023 im Herbst 2022 gehört er zum Kader der deutschen Baseballnationalmannschaft.
Wilhelm wuchs in San Diego auf, wo er als Student für das NCAA-Division II-Baseball-Team der Point Loma Nazarene University bis 2011 spielte.